# Гьйортюр Германнссон
Заголовок цієї статті — це ісландське ім'я, де Гьйортюр — особове ім'я, а Германнссон — ім'я по батькові. 
Гьйортюр Германнссон (ісл. Hjörtur Hermannsson, нар. 8 лютого 1995, Рейк'явік) — ісландський футболіст, захисник італійського клубу «Піза» та національної збірної Ісландії.

## Клубна кар'єра
Народився 8 лютого 1995 року в місті Рейк'явік. Вихованець юнацької команди «Фількір».
У дорослому футболі дебютував 2011 року виступами за команду клубу «Фількір», в якій провів два сезони, взявши участь у 12 матчах чемпіонату.
2012 року перейшов в нідерландський «ПСВ», проте до основної команди не пробився і з 2013 року три сезони виступав за дублюючу команду у Еерстедивізі, після чого на початку 2016 року був відданий в оренду в шведський «Гетеборг». Відтоді встиг відіграти за команду з Гетеборга 3 матчі в національному чемпіонаті.
У липні 2016 року Германнссон підписав трирічний контракт з данським клубом «Брондбю». Після п'яти років у «Брондбю» Йортюр залишив клуб наприкінці сезону 2020/21.
16 липня 2021 року він перейшов до італійського клубу Серії B «Піза», підписавши з клубом чотирирічний контракт. 14 серпня 2021 року він дебютував за клуб проти «Кальярі» у матчі Кубка Італії, 22 серпня 2021 року в матчі проти СПАЛа дебютував у Серії В.

## Виступи за збірні
2011 року дебютував у складі юнацької збірної Ісландії, взяв участь у 41 іграх на юнацькому рівні, відзначившись 8 забитими голами. У 2012 році у складі юнацької збірної Ісландії до 17 років Германнссон взяв участь у юнацькому чемпіонаті Європи в Словенії. На турнірі він зіграв у всіх трьох матчах, а в поєдинку проти французів навіть забив гол (2:2), проте ісландці зайняли останнє місце в групі і покинули турнір.
З 2012 року залучався до складу молодіжної збірної Ісландії. На молодіжному рівні зіграв у 13 офіційних матчах, забив 2 голи.
31 січня 2016 року дебютував в офіційних іграх у складі національної збірної Ісландії в товариському матчі проти збірної США. В тому ж році був включений до заявки чемпіонату Європи 2016 року у Франції. На турнірі він був запасним та на поле не вийшов.
Наразі провів у формі головної команди країни 27 матчів.

## Титули і досягнення
- Володар Кубка Данії (1):

«Брондбю»: 2017/18
- Чемпіон Данії (1):

«Брондбю»: 2020/21